# TIFF 2003
A doua ediție a Festivalului Internațional de Film Transilvania s-a desfășurat în perioada 23 mai - 31 mai la Cluj.
Juriul a fost alcătuit din Ludmila Cvikova, selecționera Festivalului de Film din Rotterdam, Alissa Simon, directoarea artistică a Festivalului de la Palm Springs din SUA și din criticii de film Alex Leo Șerban și Olivier Nicklaus.
România reprezentată de filmul lui Radu Muntean Furia a intrat în competiție cu alte 12 filme pentru Trofeul Transilvania.

## Filmele din competiția oficială
| Titlu original          | Titlu românesc        | Țară                       | Regizor                 |
| ----------------------- | --------------------- | -------------------------- | ----------------------- |
| Nói Albinói             | Nói albinosul         | Islanda                    | Dagur Kari              |
| Blue Moon               | Lună plină            | Australia                  | Andrea Maria Dusl       |
| Divoké vcely            | Albinele sălbatice    | Cehia                      | Bohdan Slama            |
| Edi                     | Edi                   | Polonia                    | Piotr Trzaskalski       |
| Furia                   | Furia                 | România                    | Radu Muntean            |
| Intacto                 | Intacto               | Spania                     | Juan Carlos Fresnadillo |
| Mein Bruder, der Vampir | Fratele meu, vampirul | Germania                   | Sven Taddicken          |
| Parlez moi d'amour      | Parlez moi d'amour    | Franța                     | Sophie Marceau          |
| Szép napok              | Zile senine           | Ungaria                    | Kornél Mondruczó        |
| Raising Victor Vargas   | Raising Victor Vargas | Statele Unite ale Americii | Peter Sollett           |
| Remake                  | Remake                | Bosnia                     | Dino Mustafic           |
| Shake It All About      | Care cu care          | Danemarca                  | Hella Joof              |
| Tan de repente          | Hodoronc-tronc        | Argentina                  | Diego Lerman            |